# Disturbis a la Universitat de Mississipi del 1962

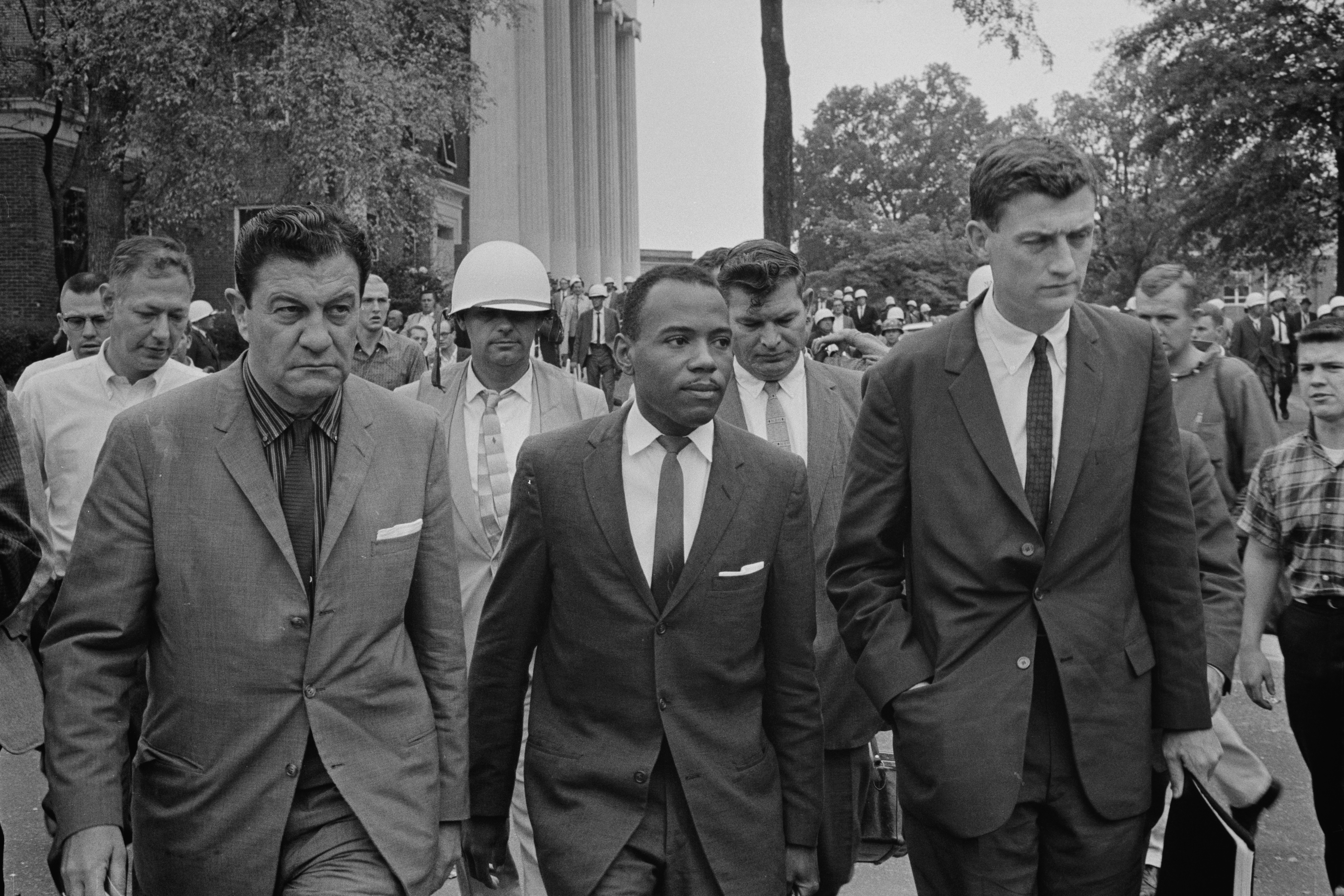
El cap dels US Marshal James McShane (esquerra) i el fiscal general adjunt de Drets Civils, John Doar (dreta) del Departament de Justícia, escorten James Meredith a classe a la Universitat de Mississipi

Els aldarulls a la Universitat de Mississipi de 1962 es van produir entre civils segregacionistes del sud i forces federals dels EUA i estatals de Mississipi. Començaren la nit del 29 de setembre de 1962. Els segregacionistes protestaven per la inscripció de James Meredith, un veterà militar nord-americà negre, a la Universitat de Mississipi (coneguda afectuosament com a Ole Miss) a Oxford, Mississipi.
El 1954, la Cort Suprema dels Estats Units va dictaminar en el cas Brown contra el Consell d'Educació, de Topeka, que la segregació a les escoles públiques era inconstitucional. James Meredith aplicà aquesta sentència com a estudiant legítim amb una gran experiència com a veterà de la força aèria i amb bones qualificacions en cursos completats a la Universitat Estatal de Jackson. L'administració del president John F. Kennedy va tenir llargues converses amb el governador Ross Barnett i el seu equip sobre la protecció de Meredith, però Barnett es va comprometre públicament a mantenir la universitat segregada. Els funcionaris estatals i federals van intercanviar acusacions i justificacions en les setmanes posteriors a la supressió dels avalots.

## Esdeveniments
El 30 de setembre de 1962, James H. Meredith es va convertir en el primer estudiant afroamericà que es va matricular a la Universitat de Mississipi. La seva entrada havia estat prèviament prohibida pel governador segregacionista Ross Barnett, malgrat les discussions d'amagat amb l'administració en les quals s'havia compromès a protegir Meredith.
Estudiants blancs locals i agitadors arribats de tot l'estat van desencadenar aldarulls al campus d'Oxford, i el fiscal general Robert F. Kennedy va ordenar a 500 Marshals sufocar-los. La Mississippi Highway Patrol (policia estatal de trànsit de Mississipi) va ser retirada abans de la presa del control per part dels Marshals. I allò va donar lloc a enfrontaments després respecte a qui en va tindre la culpa. Van ser reforçats per ordre del president John F. Kennedy amb policia militar del 503 batalló de la policia militar, i finalment amb milers de soldats, incloent la patrulla fronterera i la federalitzada guàrdia nacional de Mississipi. També va ser enviat a la universitat personal mèdic de la marina destinat a l'hospital naval de Millington, Tennessee.
El president i el fiscal general Robert Kennedy evitaren l'ús de forces federals per diverses raons. Robert Kennedy esperava que els mitjans legals, juntament amb l'escorta dels Marshals serien suficients per a obligar el governador a complir. Aquests líders van decidir a contracor involucrar les forces federals després que les protestes es van tornar violentes.
Dos homes van ser assassinats durant la primera nit dels avalots: el periodista francès Paul Guihard, que treballava per al Daily Sketch de Londres, va ser trobat darrere de l'edifici Lyceum amb una ferida de bala a la part posterior del cap; i Ray Gunter, de 23 anys, un reparador de màquines de disc blanc que havia visitat el campus per curiositat. Gunter va ser trobat amb una ferida de bala al front. Els oficials de policia descriuen aquests com a homicidis de tipus execució.
El governador Barnett va ser multat amb 10.000 dòlars i sentenciat a presó per desacatament. Els càrrecs van ser posteriorment desestimats pel Tribunal d'Apel·lacions del circuit cinquè. Bob Dylan va escriure i cantar sobre aquests esdeveniments en la cançó Oxford Town. El gest de Meredith es considera un moment crucial en la història dels drets civils als Estats Units. El veterà de la força aèria es va graduar a la universitat el 18 d'agost 1963 amb una llicenciatura en ciències polítiques.
Charles W. Eagle va descriure l'èxit de Meredith de la manera següent:
| «                                                                                            | En una important victòria contra la supremacia blanca, ha infligit un cop devastador a la massiva resistència blanca al moviment pels drets civils i ha incitat el govern nacional a usar la seva força aclaparadora en suport de la lluita per la llibertat dels negres. | » |
| — Charles W. Eagle , 'The Fight for Men's Minds': The Aftermath of the Ole Miss Riot of 1962 | |   |